# Hibiscus denisonii
Espèce
Statut de conservation UICN

EW  : Éteint à l'état sauvage
Hibiscus denisonii est une espèce de plantes de la famille des Malvaceae, endémique des îles Hawaï. Éteinte dans la nature, elle est sauvegardée au Conservatoire botanique national de Brest.

## Galerie

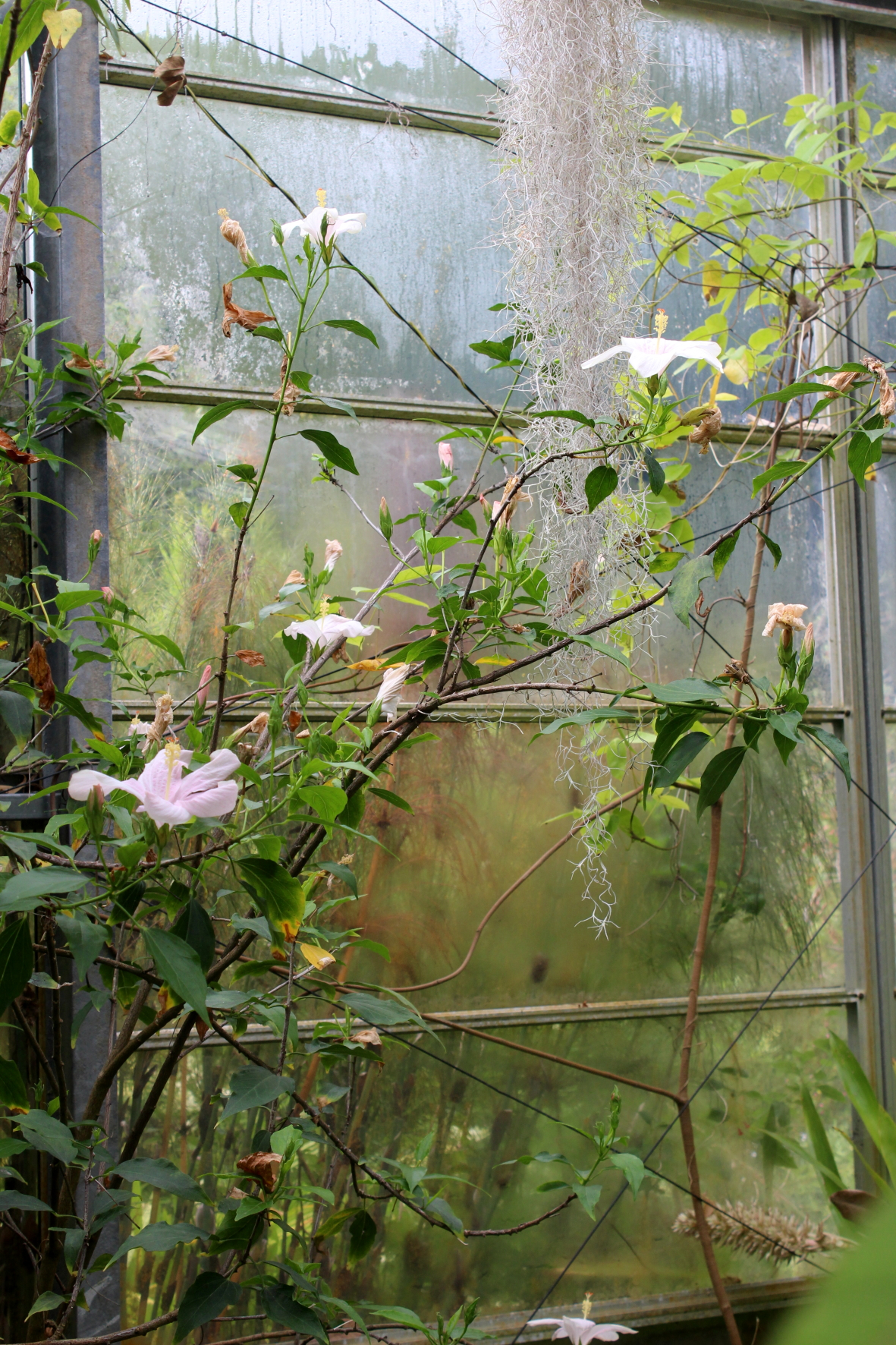
Plant sous serre.
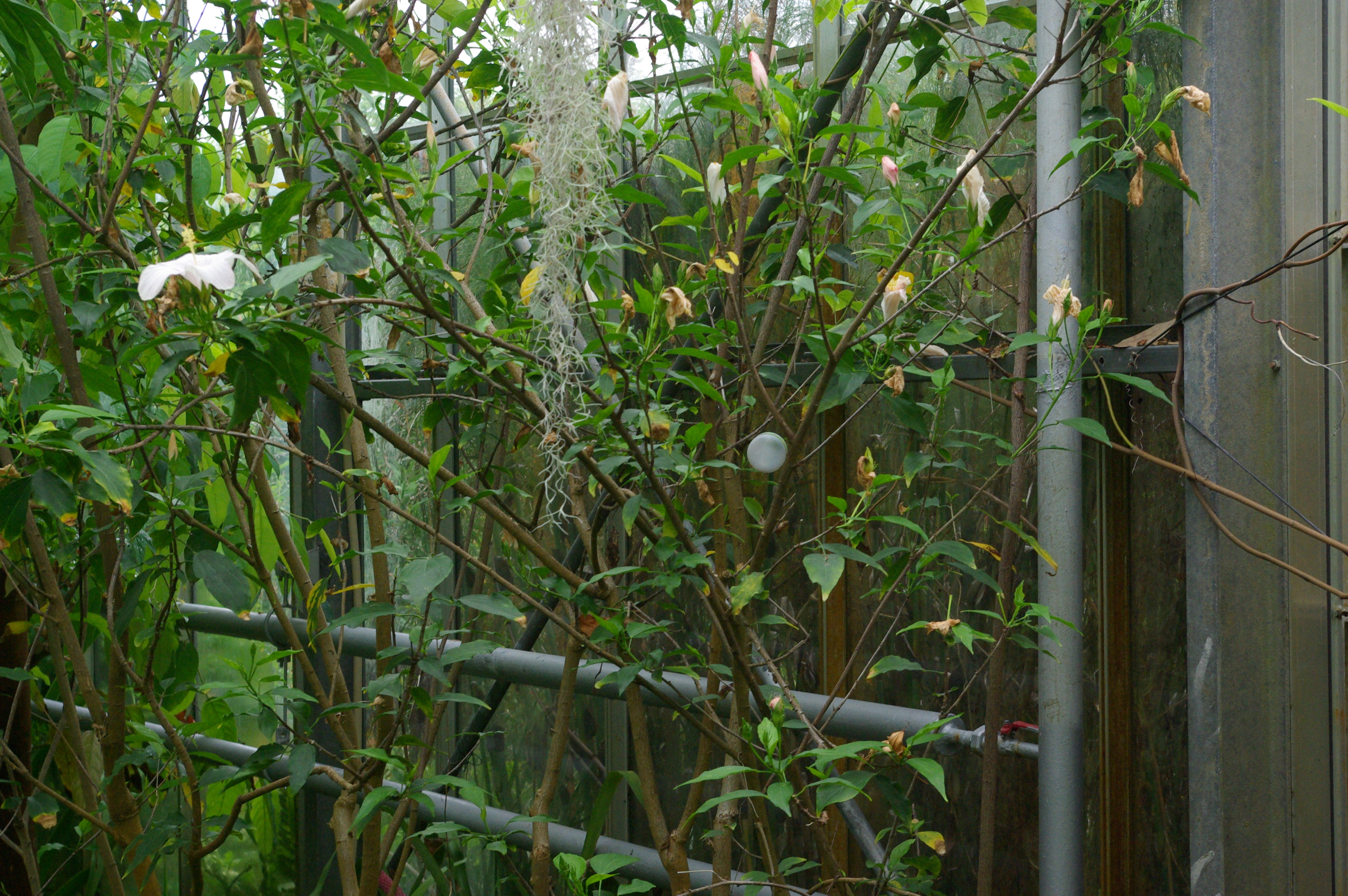
Plant sous serre.
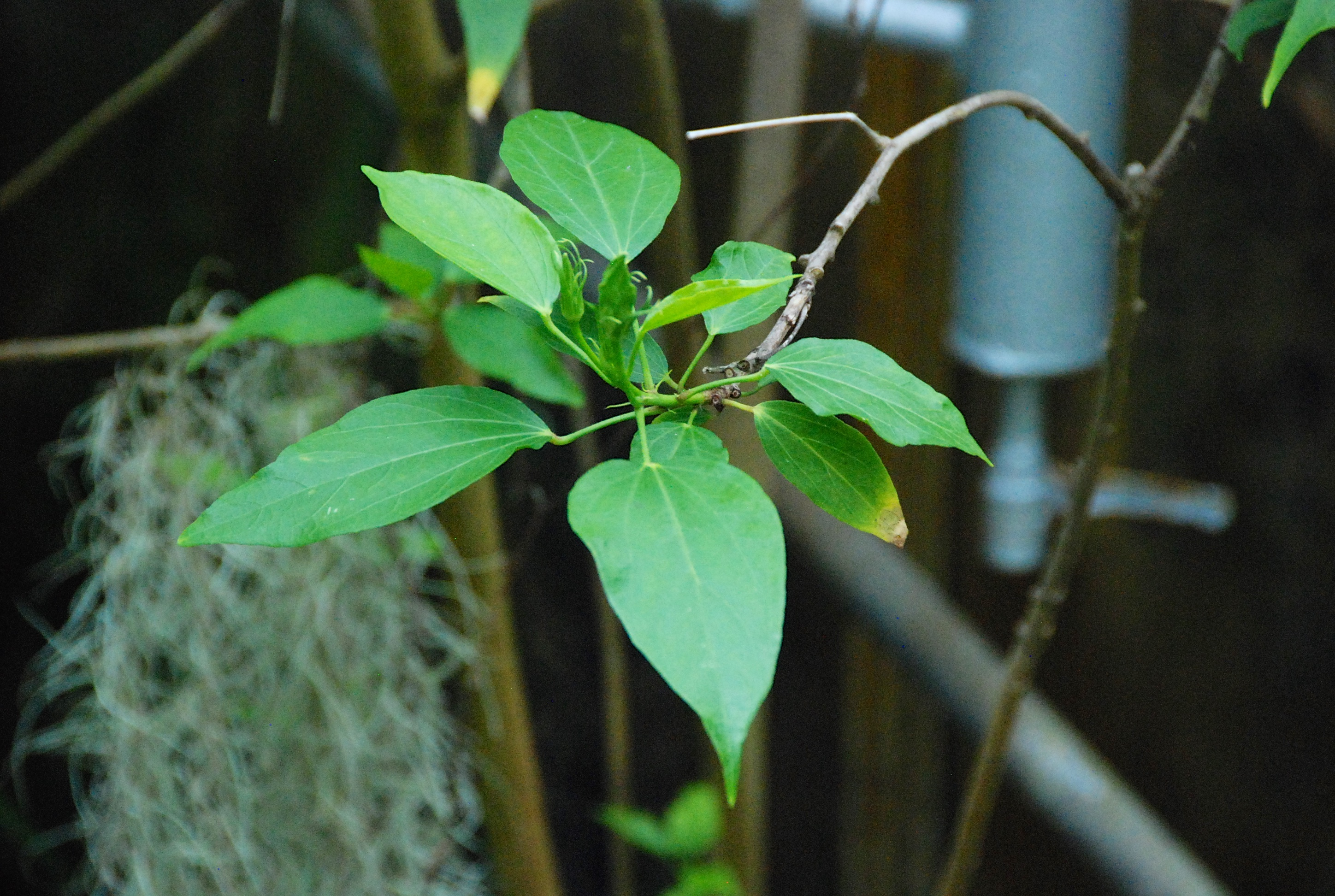
Détail des feuilles.
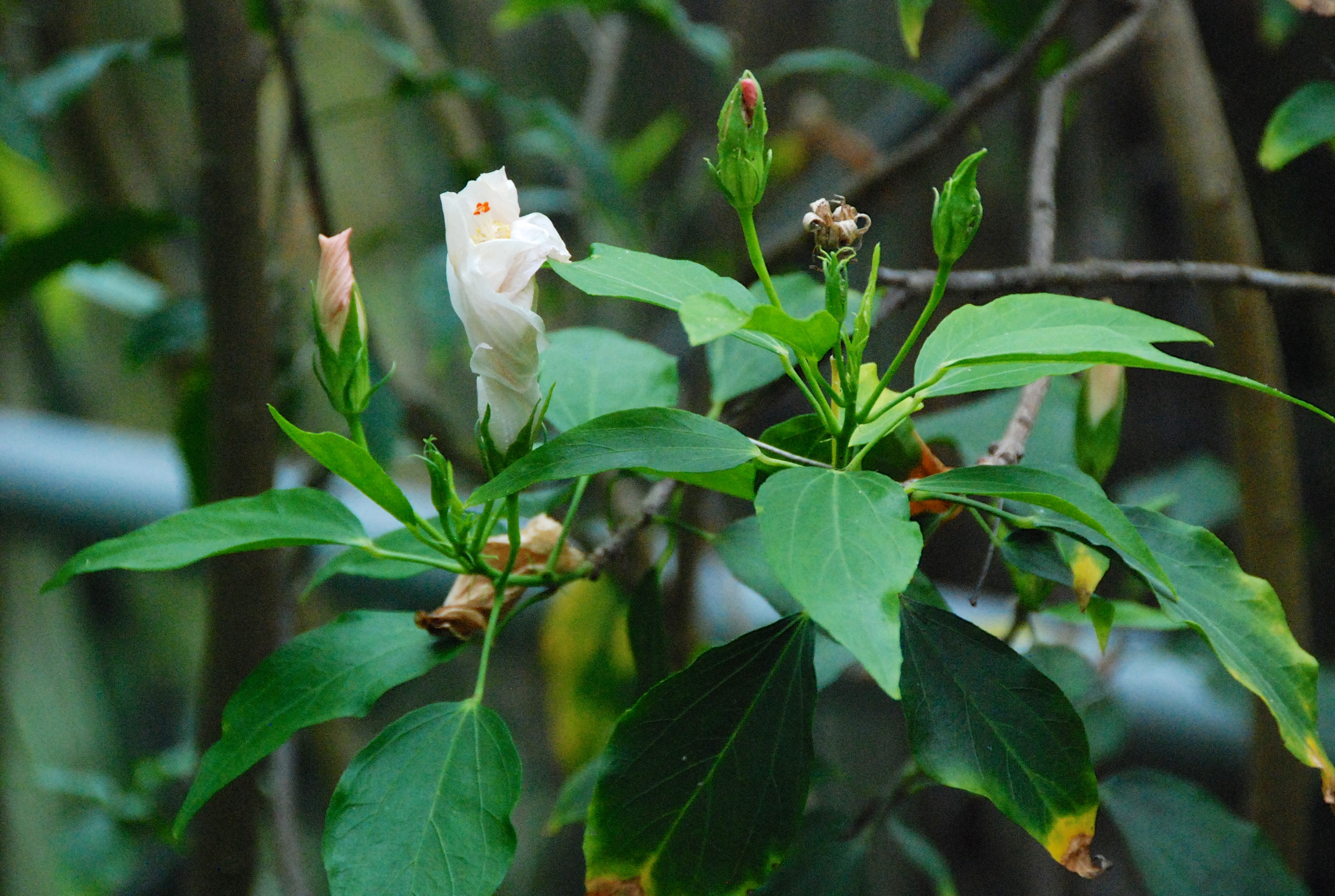
Divers stades de maturation des fleurs.
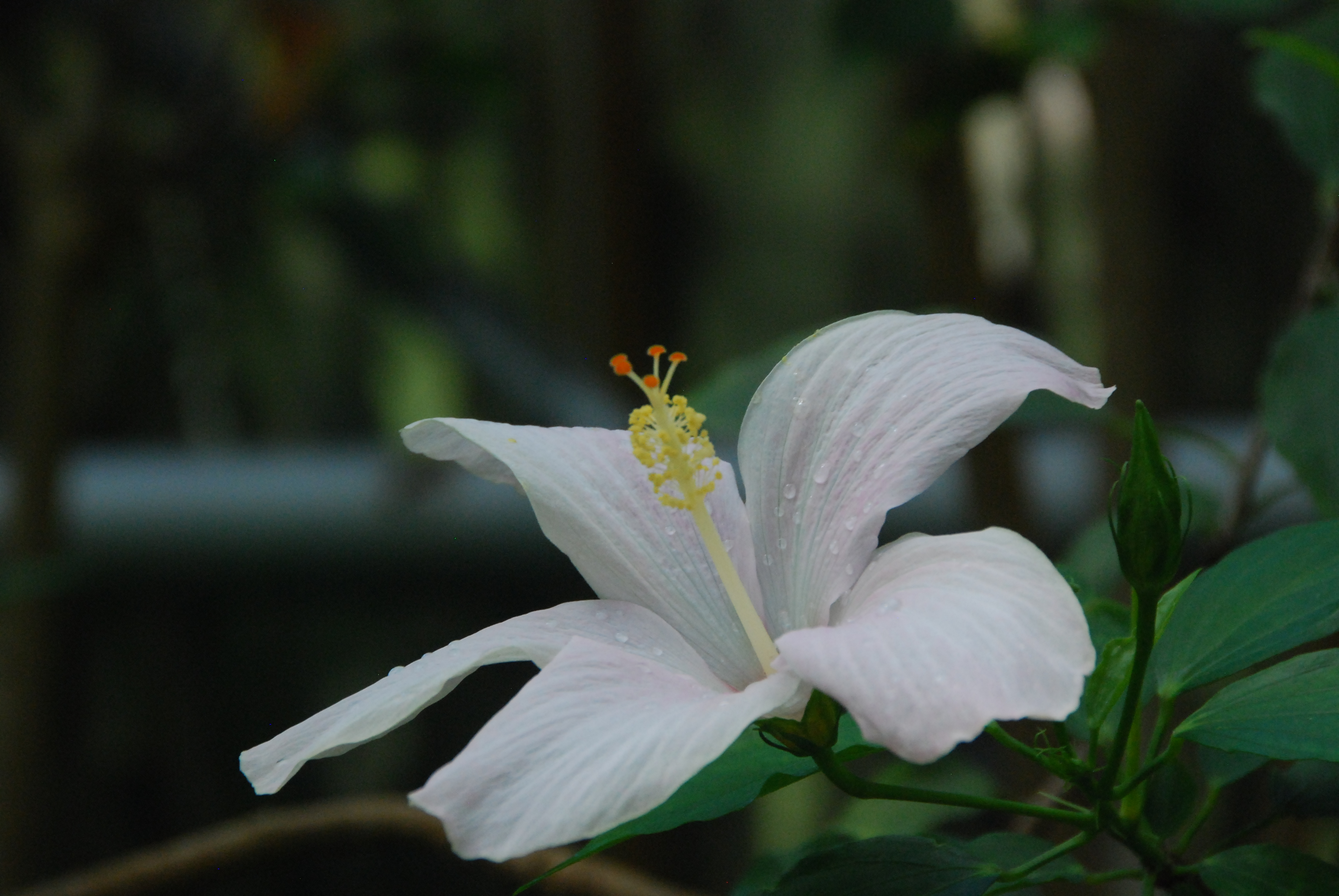
Fleur.
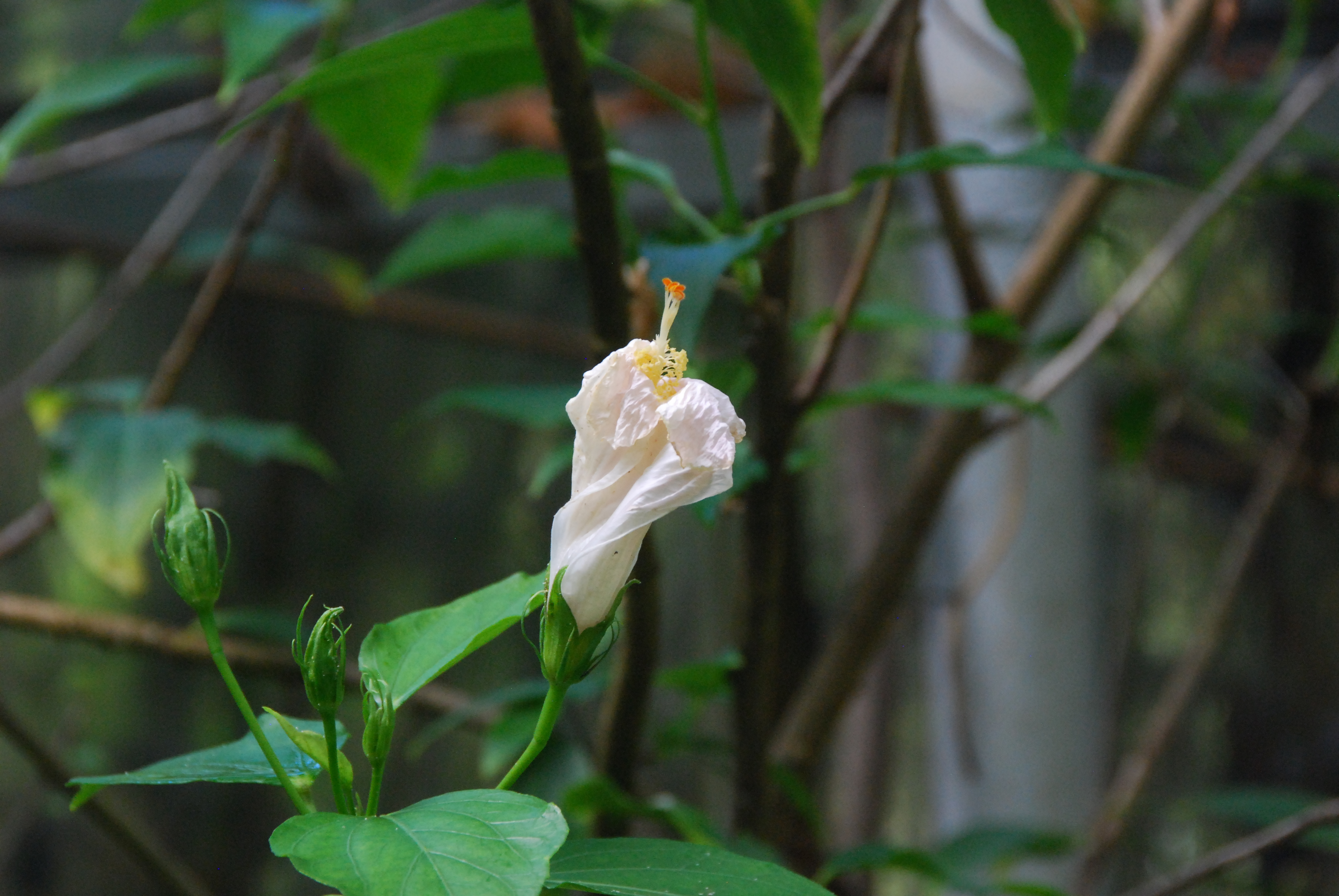
Fin de floraison.

## Systématique
Le nom correct complet (avec auteur) de ce taxon est Hibiscus denisonii Burb. (d), 1876. Cette espèce a été initialement décrite sous le protonyme Hibiscus denisoni.

## Publication originale
- (en) F.W. Burbidge, The floral magazine; comprising figures and descriptions of popular garden flowers, vol. 5, Londres, L. Reeve & Co., octobre 1876, planche 232 (lire en ligne).